# Shansisuchus shansisuchus
Lo shansisuco (gen. Shansisuchus) è un rettile estinto appartenente agli arcosauriformi. Visse nel Triassico medio (Anisico, circa 245 milioni di anni fa) e i suoi resti fossili sono stati ritrovati in Cina. 

## Descrizione
Questo animale possedeva una corporatura robusta e un cranio eccezionalmente grande in relazione al resto del corpo. Le zampe erano corte ma robuste, armate di forti artigli. La lunghezza dell'intero animale doveva raggiungere circa 2,2 metri, mentre l'altezza doveva superare i 50 centimetri. Le mascelle erano eccezionalmente potenti, armate di denti aguzzi e ricurvi. 

## Classificazione
Shansisuchus è stato descritto per la prima volta da C.C. Young nel 1964 sulla base di resti provenienti dallo Shaanxi (da qui il nome del genere, che significa "coccodrillo dello Shaanxi"). La specie tipo è Shansisuchus shansisuchus, conosciuta inizialmente per un cranio parziale; altri resti di questa specie vennero ritrovati negli anni seguenti. In seguito (Cheng, 1980) venne attribuita al genere una seconda specie, S. kuyeheensis. 
Shansisuchus era un rappresentante piuttosto evoluto (derivato) degli eritrosuchidi, un gruppo di arcosauriformi predatori tipici del Triassico medio. Un suo stretto parente, di dimensioni molto maggiori, era l'africano Erythrosuchus.

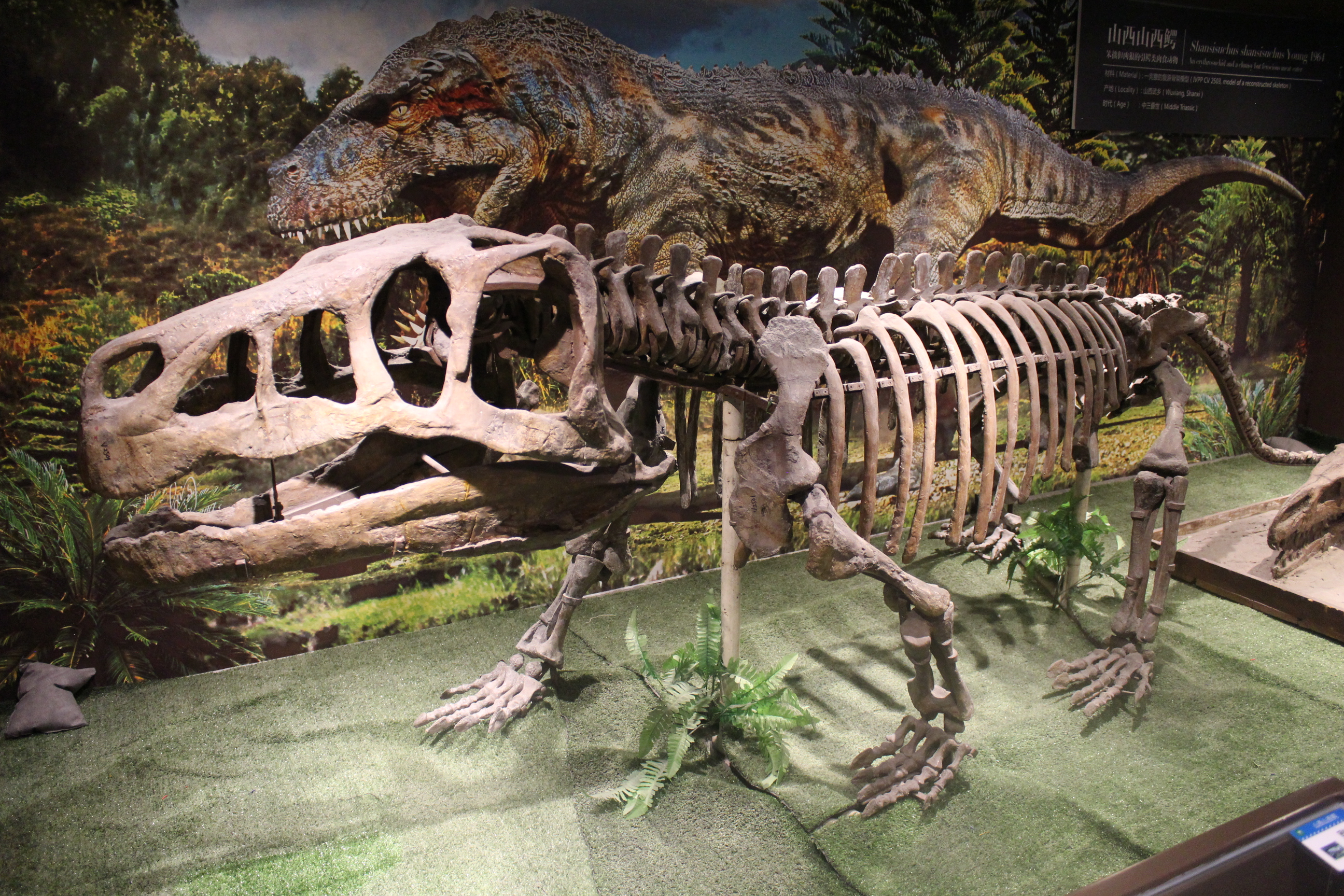
Scheletro di Shansisuchus shansisuchus

## Paleobiologia
Shansisuchus era probabilmente un attivo cacciatore, che nonostante la mole massiccia si spostava abbastanza agilmente grazie alle zampe che consentivano di sollevare il corpo dal terreno, in modo analogo a quello degli attuali varani. Probabilmente si nutriva di rettili più piccoli e meno veloci.